# Cantharis seinghukuensis
Cantharis seinghukuensis es una especie de coleóptero de la familia Cantharidae.

## Distribución geográfica
Habita en Birmania.